# Cirratulus exuberans
Cirratulus exuberans är en ringmaskart som beskrevs av Chamberlin 1919. Cirratulus exuberans ingår i släktet Cirratulus och familjen Cirratulidae. Inga underarter finns listade i Catalogue of Life.